# كيفن دافي
كيفن دافي (بالإنجليزية: Kevin Davy)‏ هو عازف جاز بريطاني، ولد في 29 أكتوبر 1961.